# Ivar Giaever
Pour les articles homonymes, voir Giaever.
Ivar Giaever, né Ivar Giæver le 5 avril 1929 à Bergen, en Norvège et mort le 20 juin 2025 à Schenectady, est un physicien norvégien. Leo Esaki et lui sont colauréats de la moitié du prix Nobel de physique de 1973.

## Biographie
Ivar Giaever sort diplômé en ingénierie mécanique de l'Institut norvégien de technologie en 1952 et émigre au Canada en 1954, où il est employé par la division canadienne de General Electric et transféré aux États-Unis. Il vit à Niskayuna, État de New York, depuis. Alors qu'il travaillait pour General Electric, Giaever a soutenu sa thèse de doctorat à l'Institut polytechnique Rensselaer en 1964. En 1969, il passe un an à étudier la biophysique à l'université de Cambridge en Angleterre, pendant lequel il développe une méthode d'étude des réactions immunitaires.
En 1973, Leo Esaki et lui sont colauréats de la moitié du prix Nobel de physique (l'autre moitié a été remise à Brian David Josephson) « pour leurs découvertes expérimentales de l'effet tunnel dans les semi-conducteurs et les supraconducteurs, respectivement ». Son rôle fut plus spécifiquement l'étude de l'effet tunnel pour les électrons dans les supraconducteurs. Il reçoit le prix Oliver-E.-Buckley décerné par l'American Physical Society en 1965 et le Zworykin Award de la National Academy of Engineering en 1974.
En 2010, Giaever est professeur émérite au Rensselaer Polytechnic Institute et professeur honoraire à l'université d'Oslo.

## Avis sur le changement climatique
Bien que n'ayant jamais mené d'études sur le sujet autres que des recherches de sites internet à partir de Google, Giaever déclare : « Je suis un sceptique… Le réchauffement global est devenu une nouvelle religion ».